# Uganda acutipennis
Uganda acutipennis är en insektsart som beskrevs av Bolívar, I. 1914. Uganda acutipennis ingår i släktet Uganda och familjen gräshoppor. Inga underarter finns listade i Catalogue of Life.